# Sauna Paradise
Sauna Paradise es una serie de historietas de Carles Ponsí, que se publicó semanalmente en la revista El Jueves entre 2006 y 2009. Constaba de dos tiras cómicas que ocupaban media página, protagonizadas por Rod, un homosexual propietario de una sauna.

## Trayectoria editorial
Sauna Paradise fue la segunda serie protagonizada por un personaje homosexual que se publicó en El Jueves, tras Pepe Gay de Guillermo en 2005.
Finalizó en el número 1683 de la revista (26 de agosto de 2009), junto a las series Amigas las 3 de Pablo Velarde, El odiómetro, de Darío Adanti, La tita Virginia de Ozelui y Obispo Morales, de Ja.